# Municipio de Unión de Reyes
Municipio de Unión de Reyes är en kommun i Kuba.   Den ligger i provinsen Matanzas, i den västra delen av landet, 90 km öster om huvudstaden Havanna. Antalet invånare är 40 022. Arean är 856 kvadratkilometer. Municipio de Unión de Reyes gränsar till Municipio de Matanzas.
Terrängen i Municipio de Unión de Reyes är huvudsakligen platt, men österut är den kuperad.